# عدن (السدة)

تعديل مصدري - تعديل

عدن هي إحدى قرى عزلة بني الحارث بمديرية السدة التابعة لمحافظة إب، بلغ تعداد سكانها 75 نسمة حسب تعداد اليمن لعام 2004.